# Slaget ved Nyborg
Ved slaget ved Nyborg den 14. november 1659 vandt Danmark en afgørende sejr over Sverige under Karl Gustav-krigene.

## Baggrund
Efter den fejlslagne storm på København lader Karl X Gustav store dele af sin hær trække til Fyn for at få et pusterum. I København besluttes i september, at det næste afgørende slag skal stå på Fyn under ledelse af Hans Schack. Schacks korps skal sejles fra København og Slesvig til Fyn, mens et andet korps under Eberstein, som har været feltmarskal længere end Schack, skal tage landevejen op gennem Jylland. På et møde i Egernførde den 20. oktober aftaler de to at gå i land på Fyn omkring 1. november.
På Fyn er Nyborg den eneste befæstning af betydning, om end denne er i dårlig stand. Svenskerne arbejder på at forbedre den.
Schack forsøger først den 28. oktober en direkte landgang på Nyborg, men dette mislykkes, idet dårligt vejr sinker operationen, og overraskelsesmomentet går tabt. I stedet gennemfører han tre dage senere en landgang ved Kerteminde med sit korps på ca. 6.500 mand.
I mellemtiden er Eberstein rykket op gennem Jylland, og den 4. november går han over Lillebælt mellem Frederiksodde (nu Fredericia) og Middelfart. Til overfarten benyttes mindre både, som er samlet i omegnen, og det tager fem dage, før det samlede korps på ca. 5.000 mand er overført.
Svenskerne har stadig en god chance for at slå de to korps hver for sig, men denne mulighed tabes på grund at ubeslutsomhed om, hvilket af dem man skal gå efter, og muligheden tabes, da de to korps 11. november samles ved Odense.
Eberstein foreslår, at der afholdes krigsråd, men Schack afviser dette. Der er kompetencestridigheder, idet Eberstein er ældst, mens Schack har fået kommandoen over operationen. De to mødes under overværelse af få generaler, og det aftales, at de hver skal føre deres korps og skiftes til at være forrest. Eberstein har den nordlige venstre fløj, mens Schack har den sydlige højre.
Svenskerne opgiver at bringe fæstningen i Nyborg i forsvarlig stand og indretter sig i stedet til forsvar nordvest for byen i området mellem Hjulby Sø over det nuværende Juelsberg til Skaboeshuse.

## Slaget
Tidligt om morgenen den 14. november når Eberstein frem til svenskerne 3-4 km nordvest for Nyborg. Svenskerne har ca. 7.000 rutinerede, men kamptrætte soldater mod danskernes ca. 11.500 ikke kampvante tropper. Fra kl. 11 er avantgarden i kamp, og slagordenen indtages.
Schack ser Ebersteins manøvre og indtager ligeledes kampformation. Inden Schack er klar til at rykke frem, iværksætter Eberstein angreb. Ved det fjerde fremstød vurderer Sulzbach, at kraften er ved at tage af, og et ryttermodangreb sættes i værk. Modangrebet rammer Ebersteins korps hårdt og truer med at bryde igennem.
Schack ser truslen og iværksætter et angreb mod svenskernes midte.
Kampene står længe uafgjorte, men så lykkes det Hans Ahlefeldts rytteri at trænge gennem moserne ved Hjulby Sø. Gennembruddet på den sydlige flanke får svenskerne til at trække sig tilbage til Nyborg, hvor de næste dag efter artilleribombardement og hollandsk landgang fra søsiden overgiver sig.
Selve slaget varede i alt ca. fem timer. Karl X Gustav overværer selv slaget fra Korsør. Da han erkender tabet, tager han tilbage til Sverige.

## Konsekvenser
Slaget ved Nyborg blev krigens sidste store slag. Om vendepunktet indtræffer her eller allerede ved stormen på København kan diskuteres.
Efter slaget har svenskerne så lidt styrke, at der reelt ikke længere er mulighed for at vinde et større slag.